# Vrh pri Pahi
Vrh pri Pahi je naselje u slovenskoj Općini Novom Mestu. Vrh pri Pahi se nalazi u pokrajini Dolenjskoj i statističkoj regiji Jugoistočnoj Sloveniji. 

## Stanovništvo
Prema popisu stanovništva iz 2002. godine naselje je imalo 89 stanovnika.